# Orestes Rodríguez Vargas
Orestes Rodríguez Vargas (ur. 4 lipca 1943 w Limie, zm. 17 listopada 2024) – peruwiański szachista, reprezentant Hiszpanii od 1992, arcymistrz od 1978 roku.

## Kariera szachowa
Pierwsze sukcesy zaczął odnosić w połowie lat 60. XX wieku. W roku 1964 zadebiutował w narodowej drużynie na szachowej olimpiadzie w Tel Awiwie. W olimpijskich turniejach brał udział jeszcze sześciokrotnie (w latach 1970, 1972, 1978 i 1986 w barwach Peru, natomiast w roku 1992 – w drużynie Hiszpanii), największy indywidualny sukces odnosząc w roku 1978 w Buenos Aires, gdzie za wynik 8 pkt w 10 partiach (na I szachownicy) otrzymał srebrny medal. Pomiędzy 1968 a 1972 rokiem pięć razy z rzędu triumfował w indywidualnych mistrzostwach Peru. W 1969 (w Mar del Placie) i 1972 (w São Paulo) startował w turniejach strefowych (eliminacji mistrzostw świata).
Wielokrotnie brał udział w turniejach międzynarodowych, sukcesy odnosząc m.in. w Hawanie (1970, dz. I m. wraz z Eldisem Cobo Arteagą i Eleazarem Jimenezem Zerquerą), Buenos Aires (1973, dz. II m.), Reggio Emilii (1974/75, dz. I m. wraz z Alvise Zichichim), Lanzarote (1976, dz. III m. za Bentem Larsenem i Klausem Dargą, wraz z m.in. Arturo Pomarem Salamanką i Normanem Weinsteinem), Alicante (1977, dz. II m. za Raymondem Keene), Terrassie (1989, dz. I m. wraz z Božidarem Ivanoviciem), Salamance (1990, III m.) oraz w Barcelonie (1990, III m. i 1991, dz. II m. za Lukiem Winantsem).
W roku 2007 uzyskał najlepszy indywidualny wynik na rozegranych w Dreźnie drużynowych mistrzostwach Europy seniorów (zawodników pow. 60. roku życia), zdobywając na I szachownicy 8½ w 9 partiach.
Najwyższy ranking w karierze osiągnął 1 stycznia 1990 r., z wynikiem 2500 punktów zajmował wówczas 2. miejsce (za Julio Granda Zuñigą) wśród peruwiańskich szachistów.